# هرشوا
شهر هرشوا (به رومانیایی: Hârşova) در شهرستان کونستانس در کشور رومانی واقع شده‌است. جمعیت این شهر ۱۱٬۱۹۸ نفر  است.

## نگارخانه

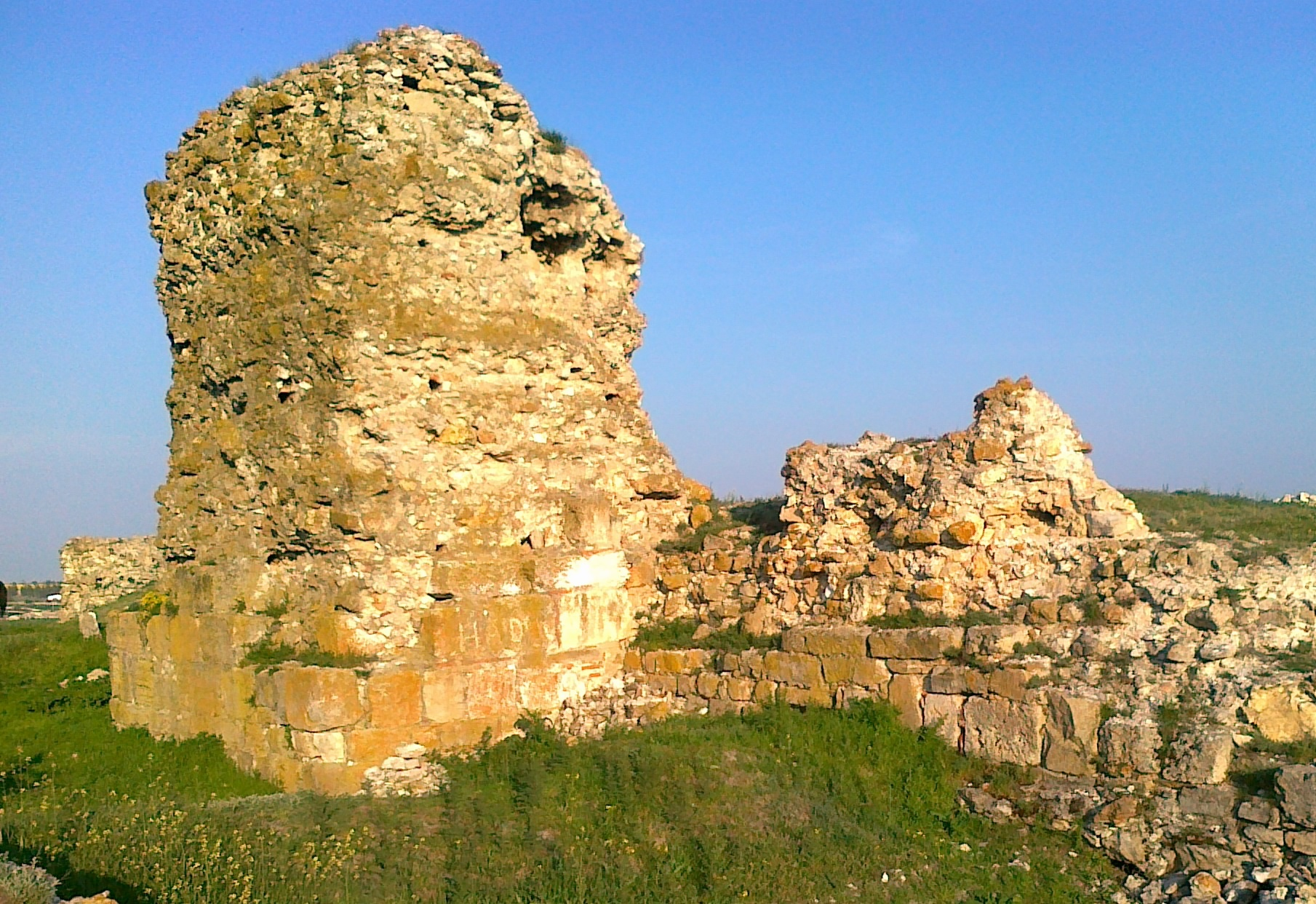
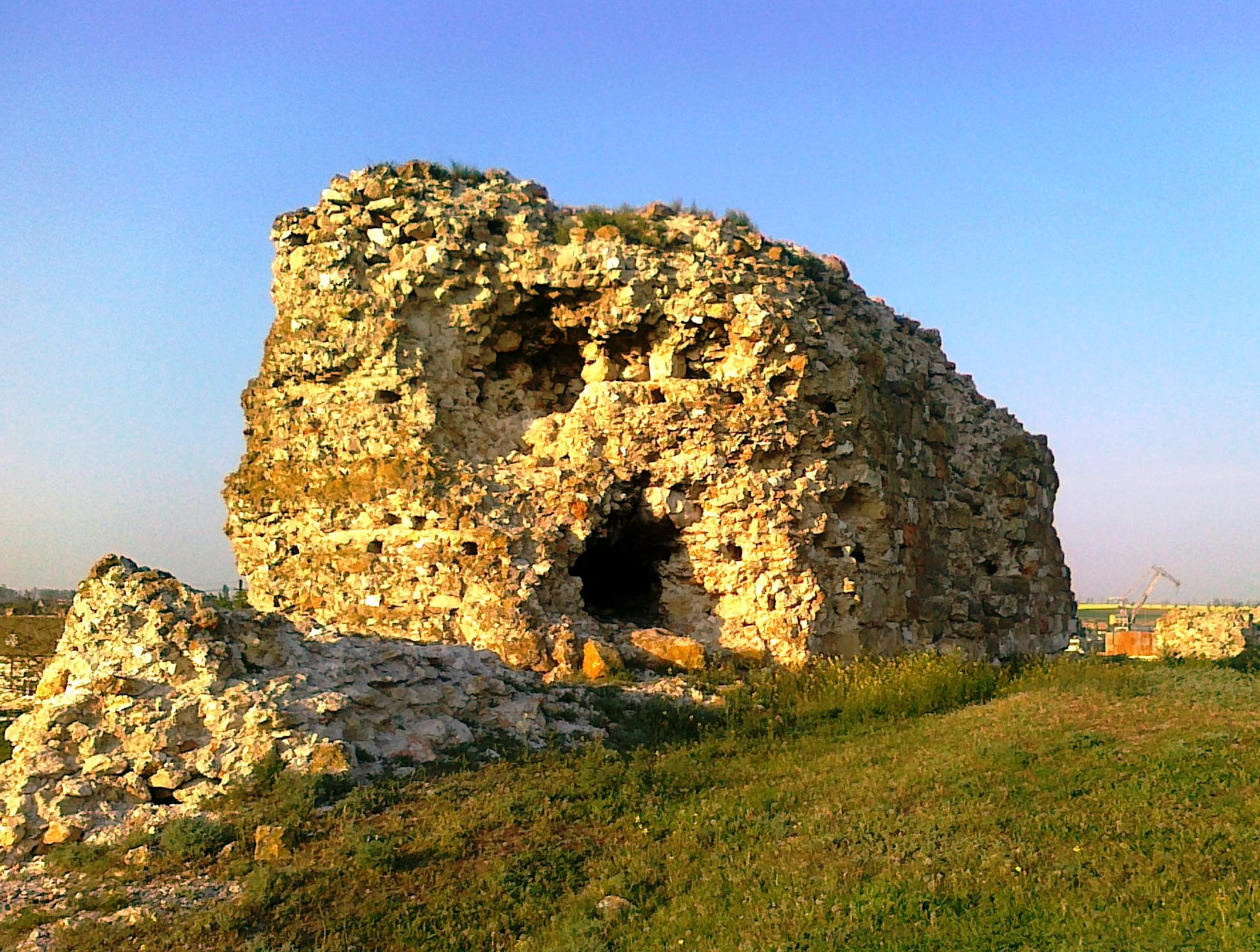
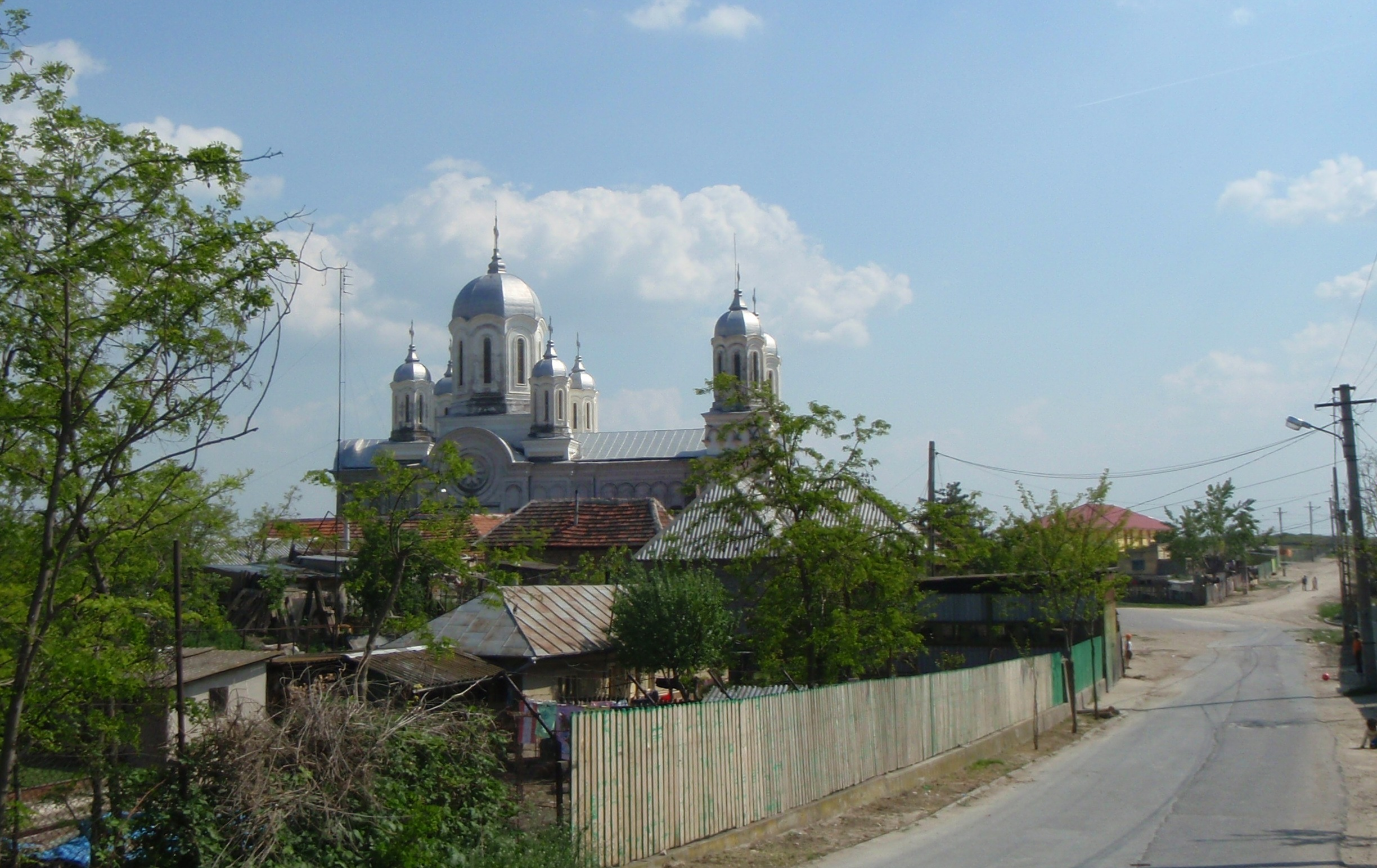
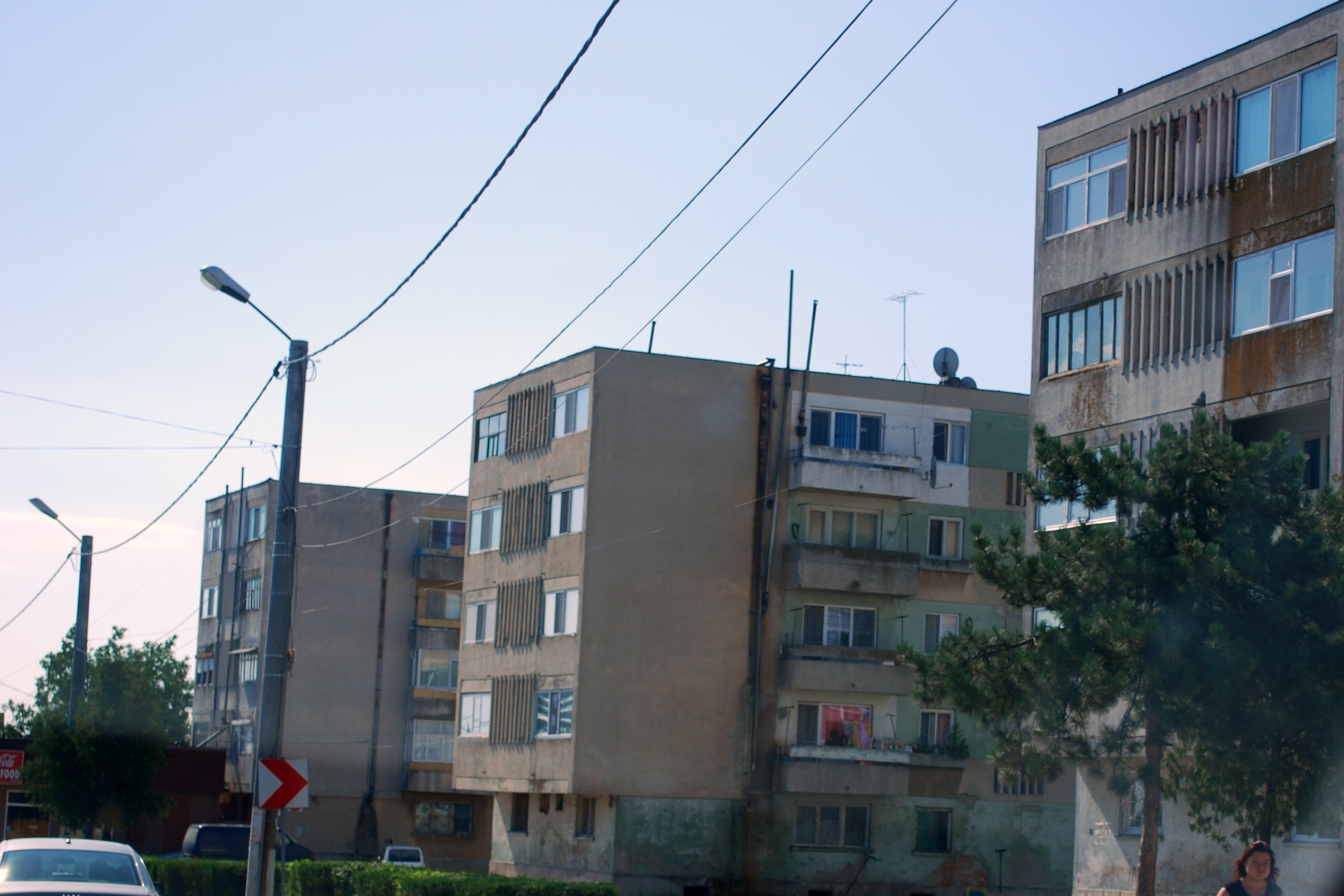